# Pim (unité de poids)
Pour les articles homonymes, voir PIM.

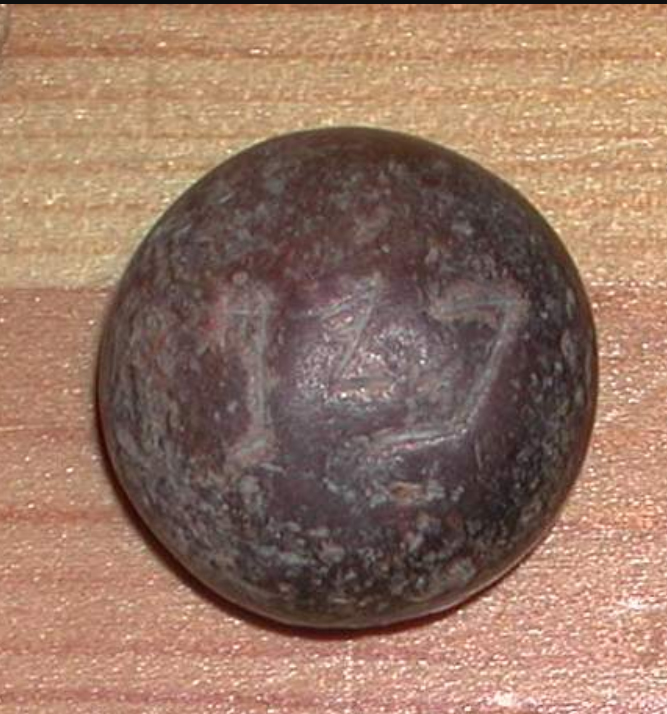
Vue de dessus d'un poids pim avec lettres phénicienne 𐤐𐤉𐤌

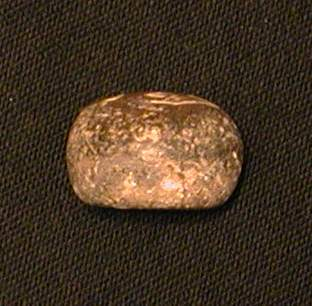
Vue latérale d'un poids de pim non testé

Un pim est une pierre polie d'environ 15 mm de diamètre, soit environ les deux tiers d'un shekel hébreu. De telles pierres étaient utilisées comme unités de poids et comme moyen de paiement. De nombreux spécimens ont été trouvés depuis leur découverte initiale au début du XXe siècle, et chacun pèse environ 7,6 grammes, contre 11,5 grammes pour un shekel, soit les ⅔.
Son nom, qui peut aussi être translittéré comme « payim », vient de l'inscription vue sur le dessus de sa forme de dôme : les lettres phéniciennes 𐤐𐤉𐤌 (en hébreu, פים, pym translittéré). Avant la découverte des poids par les archéologues, les érudits ne savaient pas comment traduire le mot pim (פִ֗ים p̄îm) en 1 Samuel 13:21. Avec l'aide de l'archéologie, une ancienne désignation de poids a été redécouverte, apparemment oubliée au fil du temps, et ainsi un hapax legomenon biblique a été clarifié. Les fouilles ont été publiées en 1907 par Charles Simon Clermont-Ganneau et Robert Alexander Stewart Macalister a publié une illustration en 1912 montrant un pim comparé à un autre,.

## Signification
William G. Dever, professeur d'archéologie et d'anthropologie, peut attribuer la signification suivante à la mesure pim : « [Il] n’a tout bonnement pas pu être inventé par des rédacteurs vivant à l’époque hellénistico-romaine, plusieurs siècles après la disparition et l’oubli de ces poids. De fait, ce petit mot du texte de la Bible [...] ne sera compris qu’au début du XXe siècle, avec la découverte des premiers exemplaires sur lesquels était inscrit en hébreu le mot pîm. » Il poursuit : « Si les récits bibliques sont tous des « inventions littéraires » de l’époque hellénistico-romaine, comment expliquer la présence de ce récit dans la Bible hébraïque ? On nous objectera évidemment que le cas du pîm n’est « qu’un détail ». Certes ; seulement, comme nous le savons bien, l’Histoire est faite de détails. » 